# Aus der Asche
Aus der Asche ist das siebte Album von Saltatio Mortis und das vierte, auf welchem sie Mittelalter-Rock spielen. Es wurde am 31. August 2007 veröffentlicht und stieg auf Platz 29 der deutschen Album-Top-100 von Media Control ein.

## Booklet-Gestaltung
Das Design der CD übernahm auch bei dieser CD Florian „Magister Flux“ Lacina, der auch für die Pyrotechnik bei Konzerten verantwortlich ist. Wie bei Des Königs Henker befindet sich neben den Songtexten auch ein Bild von jedem der Mitglieder der Band. Die Bilder sind, wie das gesamte Album, in Rot und Schwarz gehalten, was die Zugehörigkeit zum Feuer symbolisiert, wie auch der „aus der Asche“ aufsteigende Phönix auf dem Titelbild. In der Mitte des Booklets befinden sich Danksagungen der Band und der einzelnen Mitglieder, die unter anderem auch an andere Bands ihrer Szene gehen. Außerdem werden die Besetzung und die Produktionsorte aufgeführt.

## Musikstil
Die Musik und der Gesang ähneln sehr stark dem Stil des vorherigen Albums. Wieder sind die Lieder im Vergleich zu älteren Alben härter und stark auf elektrische Gitarren und Dudelsäcke ausgerichtet. Auf der limitierten Version der CD befindet sich außerdem das Lied Falsche Freunde vom Album Erwachen, eine Neuauflage des Liedes im neuen Stil der Band.

## Songtexte
Die Texte der Lieder weisen ein breites Handlungsspektrum auf. Von Mythologie (Prometheus), über Märchen (Sieben Raben) bis hin zu Kritik an der Gesellschaft (Wirf den ersten Stein) sind diverse Themen vertreten. Leicht überwiegend zeigt sich jedoch das Thema des mittelalterlichen Spielmanns, das in mehreren Liedern direkt besungen wird (Spielmannsschwur, Uns gehört die Welt) oder teilweise im Text erwähnt wird (Tod und Teufel). Auch auf diesem Album gibt es mit dem schwedischen Varulfen (dt.: Werwolf) und dem französischen Choix des Dames (dt. Damenwahl) zwei Lieder mit traditionellen Texten in fremder Sprache. Eine kleine Ausnahme bilden die Texte der Lieder Koma und Nichts bleibt mehr. Koma lässt sich nicht nur wie die anderen Lieder auf die heutige Zeit übertragen, sondern schildert die Eindrücke, die Alea am Sterbebett eines an Aids erkrankten Freundes erlebte. Auch Nichts bleibt mehr ist in dieser Hinsicht eine Ausnahme, ist es doch das einzige bandeigene Lied, dessen Text ohne Zutun von Lasterbalk geschrieben wurde, sondern einzig von Alea, der darin seine Gefühle beschreibt, nachdem die drei ehemaligen Mitglieder die Band verlassen hatten.

## Erwähnenswertes
- Nachdem sich die ehemaligen Mitglieder Dominor, Fackel und Ungemacht von der Band getrennt haben ist dies das erste Album der neuen Band-Besetzung.
- Während man bisher immer abwechselnd Alben mit  Mittelalterlicher Marktmusik und Mittelalter-Rock veröffentlichte, ist Aus der Asche nach Des Königs Henker das zweite Album hintereinander das dem Mittelalter-Rock zuzuschreiben ist.

## Titelliste
1. Prometheus – 4:30
2. Spielmannsschwur – 3:21
3. Uns gehört die Welt – 3:44
4. Sieben Raben – 4:00
5. Varulfen – 4:43
6. Irgendwo in meinem Geiste – 4:09
7. Koma – 4:05
8. Wirf den ersten Stein – 3:19
9. Tod und Teufel – 3:43
10. Choix des Dames – 3:01
11. Worte – 4:21
12. Kelch des Lebens – 3:17
13. Nichts bleibt mehr – 3:31
14. Falsche Freunde (Bonustrack) – 4:15